# Afroedura otjihipa
Afroedura otjihipa — вид геконоподібних ящірок родини геконових (Gekkonidae). Ендемік Намібії. Описаний у 2022 році.

## Поширення й екологія
Afroedura otjihipa відомі з типової місцевості, що лежить у горах Отджіхіпа в провінції Кунене, на північному заході Намібії.